# 柳比莫-馬爾伊夫卡
46°35′55″N 33°44′56″E / 46.59861°N 33.74889°E
柳比莫-馬爾伊夫卡（烏克蘭語：Любимо-Мар'ївка）是位於烏克蘭南部的村莊，由赫爾松州卡霍夫卡區的塔夫里昌卡市鎮負責管轄。該村始建於1886年，面積16.8平方公里，海拔高度42米，2001年人口92，人口密度每平方公里5.5人。